# Essiet Okon Essiet
Essiet Okon Essiet (Omaha (Nebraska), 1 september 1959) is een Amerikaanse jazzcontrabassist.

## Biografie
Essiet, wiens ouders afkomstig zijn uit Nigeria, kreeg zijn eerste vioolles op tienjarige leeftijd. Tijdens zijn middelbareschooltijd in Portland (Oregon), wisselde hij naar de contrabas. In 1982 werkte hij met Don Moye en werd hij lid van de band van Abdullah Ibrahim, waarmee hij zijn eerste opnamen maakte in 1983 (Zimbabwe bij Enja Records) en waarvan hij nog steeds lid is. Hij ging op verschillende Europese reizen met René van Helsdingen. Van 1988 tot 1991 was hij een van de laatste leden van Art Blakey's Jazz Messengers en maakte hij ook deel uit van de formatie Bluesiana Triangle, die werd geformeerd door Blakey, Dr. John en David Fathead Newman. Tijdens de jaren 1980 werkte hij ook als freelance muzikant bij Benny Golson, Jackie McLean, Curtis Fuller, Cedar Walton en in het kwartet van Louis Hayes met Kirk Lightsey.
Begin jaren 1990 werkte hij in Bobby Watsons formatie Horizon en vanaf 1994 bij Freddie Hubbard, ook freelance bij Bobby Hutcherson, Geri Allen, George Adams en Kenny Barron. In 1995 was hij betrokken bij het album Bush Crew van John Abercrombie. In 1996 speelde hij in het Cafe Trio van Victor Jones en David Kikoski. In 1997 werkte hij mee aan het album Spheres of Influence van Brian Lynch en trad hij op met Carlos Ward en Pheeroan akLaff tijdens het jazzfestival in Saalfelden. Sinds eind jaren 1990 maakt hij deel uit van de band van Luluk Purwanto, met wie hij verschillende albums heeft opgenomen. Vanaf 2000 speelde hij in het trio van Michiel Borstlap met Jeff 'Tain' Watts, in 2005 met Vincent Herring. In 2006 maakte hij deel uit van het trio van Pietro Tonolo en Joe Chambers. In 2008 trad hij op met Donald Brown en zijn Space Time All Stars tijdens het Jazz à Vienne-festival. Sinds 1985 is hij docent aan het conservatorium in Den Haag. Essiet leidt momenteel de formatie Ibo, een Nigeriaans jazzproject.

## Discografie
- Benito Gonzalez / Gerry Gibbs / Essiet Okon Essiet: Passion Reverence Transcendence – The Music of McCoy Tyner (2017)